# V345 Водолея
V345 Водолея (лат. V345 Aquarii) — одиночная переменная звезда в созвездии Водолея на расстоянии приблизительно 1266 световых лет (около 388 парсеков) от Солнца. Видимая звёздная величина звезды — от +11,4m до +10,9m.

## Характеристики
V345 Водолея — жёлтый субгигант, вращающаяся переменная звезда типа BY Дракона (BY) спектрального класса G9IVe. Радиус — около 3,37 солнечных, светимость — около 6,135 солнечных. Эффективная температура — около 4952 К.